# 1932 год
1932 (ты́сяча девятьсо́т три́дцать второ́й) год  по григорианскому календарю — високосный год, начинающийся в пятницу. Это 1932 год нашей эры, 2‑й год 4‑го десятилетия XX века 2‑го тысячелетия, 3‑й год 1930‑х годов. Он закончился 93 года назад.
| Пн | Вт | Ср | Чт | Пт | Сб | Вс |
|    |    |    |    | 1  | 2  | 3  |
| 4  | 5  | 6  | 7  | 8  | 9  | 10 |
| 11 | 12 | 13 | 14 | 15 | 16 | 17 |
| 18 | 19 | 20 | 21 | 22 | 23 | 24 |
| 25 | 26 | 27 | 28 | 29 | 30 | 31 |

| Пн | Вт | Ср | Чт | Пт | Сб | Вс |
| 1  | 2  | 3  | 4  | 5  | 6  | 7  |
| 8  | 9  | 10 | 11 | 12 | 13 | 14 |
| 15 | 16 | 17 | 18 | 19 | 20 | 21 |
| 22 | 23 | 24 | 25 | 26 | 27 | 28 |
| 29 |    |    |    |    |    |    |

| Пн | Вт | Ср | Чт | Пт | Сб | Вс |
|    | 1  | 2  | 3  | 4  | 5  | 6  |
| 7  | 8  | 9  | 10 | 11 | 12 | 13 |
| 14 | 15 | 16 | 17 | 18 | 19 | 20 |
| 21 | 22 | 23 | 24 | 25 | 26 | 27 |
| 28 | 29 | 30 | 31 |    |    |    |

| Пн | Вт | Ср | Чт | Пт | Сб | Вс |
|    |    |    |    | 1  | 2  | 3  |
| 4  | 5  | 6  | 7  | 8  | 9  | 10 |
| 11 | 12 | 13 | 14 | 15 | 16 | 17 |
| 18 | 19 | 20 | 21 | 22 | 23 | 24 |
| 25 | 26 | 27 | 28 | 29 | 30 |    |

| Пн | Вт | Ср | Чт | Пт | Сб | Вс |
|    |    |    |    |    |    | 1  |
| 2  | 3  | 4  | 5  | 6  | 7  | 8  |
| 9  | 10 | 11 | 12 | 13 | 14 | 15 |
| 16 | 17 | 18 | 19 | 20 | 21 | 22 |
| 23 | 24 | 25 | 26 | 27 | 28 | 29 |
| 30 | 31 |    |    |    |    |    |

| Пн | Вт | Ср | Чт | Пт | Сб | Вс |
|    |    | 1  | 2  | 3  | 4  | 5  |
| 6  | 7  | 8  | 9  | 10 | 11 | 12 |
| 13 | 14 | 15 | 16 | 17 | 18 | 19 |
| 20 | 21 | 22 | 23 | 24 | 25 | 26 |
| 27 | 28 | 29 | 30 |    |    |    |

| Пн | Вт | Ср | Чт | Пт | Сб | Вс |
|    |    |    |    | 1  | 2  | 3  |
| 4  | 5  | 6  | 7  | 8  | 9  | 10 |
| 11 | 12 | 13 | 14 | 15 | 16 | 17 |
| 18 | 19 | 20 | 21 | 22 | 23 | 24 |
| 25 | 26 | 27 | 28 | 29 | 30 | 31 |

| Пн | Вт | Ср | Чт | Пт | Сб | Вс |
| 1  | 2  | 3  | 4  | 5  | 6  | 7  |
| 8  | 9  | 10 | 11 | 12 | 13 | 14 |
| 15 | 16 | 17 | 18 | 19 | 20 | 21 |
| 22 | 23 | 24 | 25 | 26 | 27 | 28 |
| 29 | 30 | 31 |    |    |    |    |

| Пн | Вт | Ср | Чт | Пт | Сб | Вс |
|    |    |    | 1  | 2  | 3  | 4  |
| 5  | 6  | 7  | 8  | 9  | 10 | 11 |
| 12 | 13 | 14 | 15 | 16 | 17 | 18 |
| 19 | 20 | 21 | 22 | 23 | 24 | 25 |
| 26 | 27 | 28 | 29 | 30 |    |    |

| Пн | Вт | Ср | Чт | Пт | Сб | Вс |
|    |    |    |    |    | 1  | 2  |
| 3  | 4  | 5  | 6  | 7  | 8  | 9  |
| 10 | 11 | 12 | 13 | 14 | 15 | 16 |
| 17 | 18 | 19 | 20 | 21 | 22 | 23 |
| 24 | 25 | 26 | 27 | 28 | 29 | 30 |
| 31 |    |    |    |    |    |    |

| Пн | Вт | Ср | Чт | Пт | Сб | Вс |
|    | 1  | 2  | 3  | 4  | 5  | 6  |
| 7  | 8  | 9  | 10 | 11 | 12 | 13 |
| 14 | 15 | 16 | 17 | 18 | 19 | 20 |
| 21 | 22 | 23 | 24 | 25 | 26 | 27 |
| 28 | 29 | 30 |    |    |    |    |

| Пн | Вт | Ср | Чт | Пт | Сб | Вс |
|    |    |    | 1  | 2  | 3  | 4  |
| 5  | 6  | 7  | 8  | 9  | 10 | 11 |
| 12 | 13 | 14 | 15 | 16 | 17 | 18 |
| 19 | 20 | 21 | 22 | 23 | 24 | 25 |
| 26 | 27 | 28 | 29 | 30 | 31 |    |

## События

### Январь
- 1 января
  - В СССР в составе Нижегородского края была учреждена Удмуртская автономная область[1].
  - Вступил в строй Нижегородский автомобильный завод имени В. М. Молотова (позднее — Горьковский автомобильный завод (ГАЗ))[2].
  - Глава Политического департамента Джузеппе Мотта занял должность президента Швейцарии.
- 2 января — на подмосковной станции Косино столкнулись два пригородных поезда, погибли 68 человек[3].
- 3 января — в Гондурасе с целью подавить восстание рабочих банановых плантаций, уволенных американской компанией «United Fruit Company», президентом Висенте Мехия Колиндресом объявлено военное положение.
- 6 января — премьер-министром Австралии стал Джозеф Лайонс.
- 7 января — опубликование правительством США «доктрины Стимсона».

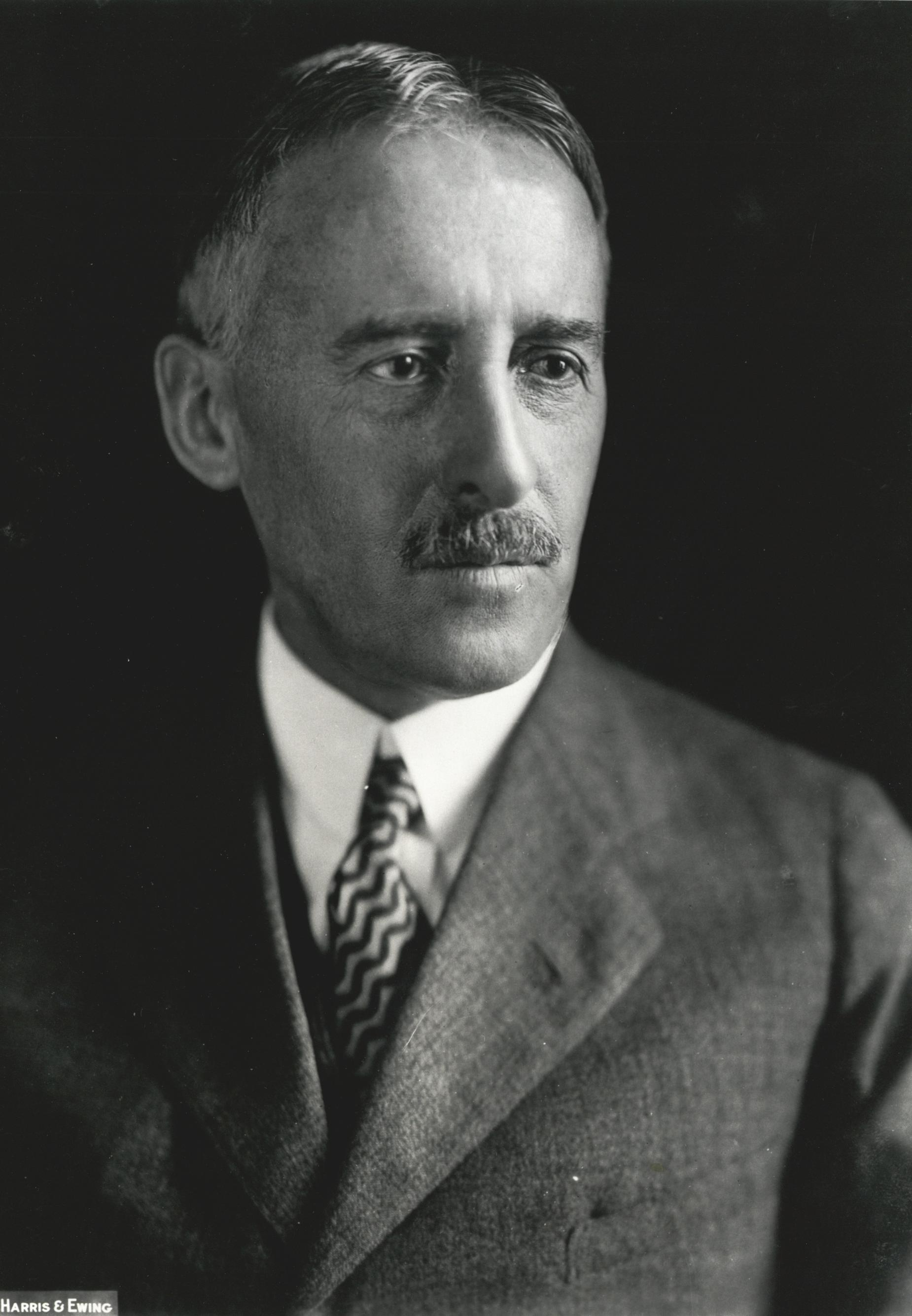
Госсекретарь США Г. Л. Стимсон

- 9 января — в руинах древнего индейского поселения Монте-Альбана на юге Мексики обнаружен богатейший клад XIII века, принадлежащий народности сапотеков.
- 19 января — полицией Сальвадора были арестованы фактический руководитель Коммунистической партии Сальвадора Фарабундо Марти и студенческие лидеры Альфонсо Луна и Марио Сапата, занимавшиеся подготовкой антиправительственного восстания[4].
- 22 января — Коммунистическая партия Сальвадора подняла в стране восстание, затем подавленное армией[5].
- 25 января — СССР и Польша подписали акт о взаимном ненападении[6].
- 26 января — после оправдания в ходе судебного процесса по импичменту Хосе Патрисио Гуггьяри вернулся на пост президента Парагвая.
- 28 января — Императорская армия Японии начала армейскую операцию с целью захватить Шанхай[7].
- 31 января
  - Задута первая доменная печь Магнитогорского металлургического комбината[8].
  - Во время сильного шторма в Баренцевом море траулеры Т-47 "Союзрыба" и Т-53 "Осётр" затонули вместе с экипажами[9].

### Февраль
- 2 февраля — В швейцарском городе Женева начала работу Женевская конференция по разоружению.
- 4—13 февраля — в американском населённом пункте Лейк-Плэсид прошли III зимние Олимпийские игры.
- 16 февраля — политическая партия «Фианна Файл» одержала победу на парламентских выборах в Ирландском Свободном государстве.
- 18 февраля — СССР предложил на Женевской конференции по разоружению проекты всеобщего, полного и немедленного разоружения либо прогрессивно-пропорционального сокращения вооружённых сил. Проекты были отклонены.
- 20 февраля — Агустин Педро Хусто вступил на пост президента Аргентины.
- 27 февраля 
  - В Украинской ССР было введено областное деление. Образованы Винницкая, Днепропетровская, Киевская, Одесская и Харьковская области.
  - В селении Мянтсяля (Финляндия) начался антиправительственный мятеж праворадикального «Движения Лапуа».

### Март
- 1 марта — император Пу И провозгласил создание независимой „Великой Маньчжурской империи“.
- 6 марта — правительственные силы Финляндии подавили мятеж в Мянтсяля[10].
- 7 марта — расстреляна демонстрация голодающих рабочих завода Форда в Детройте.
- 10 марта — в Казахской АССР введено областное деление. Образованы Актюбинская, Алма-Атинская, Восточно-Казахстанская, Западно-Казахстанская, Карагандинская и Южно-Казахстанская области.
- 16 марта — ввод в строй Воскресенского химического комбината.
- 25 марта — в Афинах был открыт монумент под названием Могила Неизвестного солдата.
- 26 марта — принято постановление политбюро ЦК ВКП (б) «О принудительном обобществлении скота».
- 29 марта — ввод в строй 1-го Московского шарикоподшипникового завода.

### Апрель
- 3 апреля — пуск первой доменной печи на Кузнецком металлургическом комбинате.
- 6–13 апреля — в СССР произошла Вичугская всеобщая стачка (бастовало около 16 тысяч рабочих), сопровождавшаяся массовыми беспорядками и закончившаяся экономическими уступками властей.
- 7–9 апреля — в Белорусской ССР произошёл Борисовский голодный бунт.
- 10 апреля — Пауль фон Гинденбург одержал победу на выборах главы Веймарской республики.
- 11 апреля — в Монголии началось антисоциалистическое Хубсугульское восстание. Оно было подавлено в октябре того же 1932 года.
- 13 апреля — опубликовано постановление СНК СССР «О строительстве Байкало-Амурской железной дороги».
- 21 апреля — создан Тихоокеанский флот ВМФ СССР.
- 25 апреля — в Корее была сформирована Антияпонская партизанская армия во главе с Ким Ир Сеном.

### Май
- 1 и 8 мая — на парламентских выборах во Франции партия Французская секция Рабочего интернационала (социалисты) получила 20,5% голосов и 132 из 607 мест в Палате депутатов, Радикальная социалистическая партия – 19,2% и 160 мест
- 4 мая — СССР и Эстония заключили пакт о ненападении и мирном разрешении конфликтов.
- 5 мая — В советском городе Долгопрудный начал работать комбинат по производству и эксплуатации дирижаблей «Дирижаблестрой».
- 6 мая — президент Франции Поль Думер смертельно ранен в ходе покушения русским эмигрантом Павлом Горгуловым.

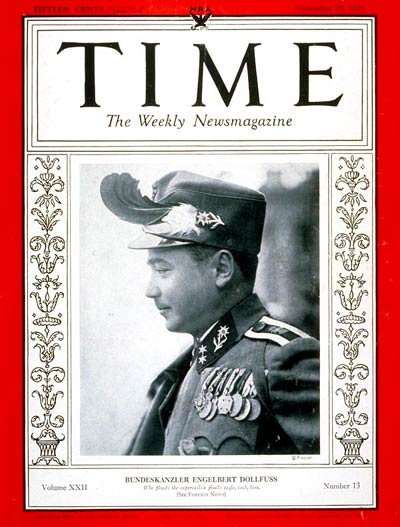
Австрийский канцлер Энгельберт Дольфус

- 10 мая — в селении Пермское Нижне-Тамбовского района Дальневосточного края высадились первые строители будущего города Комсомольска-на-Амуре.
- 11 мая — в Риге открылся Этнографический музей.
- 13 мая — Энгельберт Дольфус занял пост федерального канцлера Австрии.

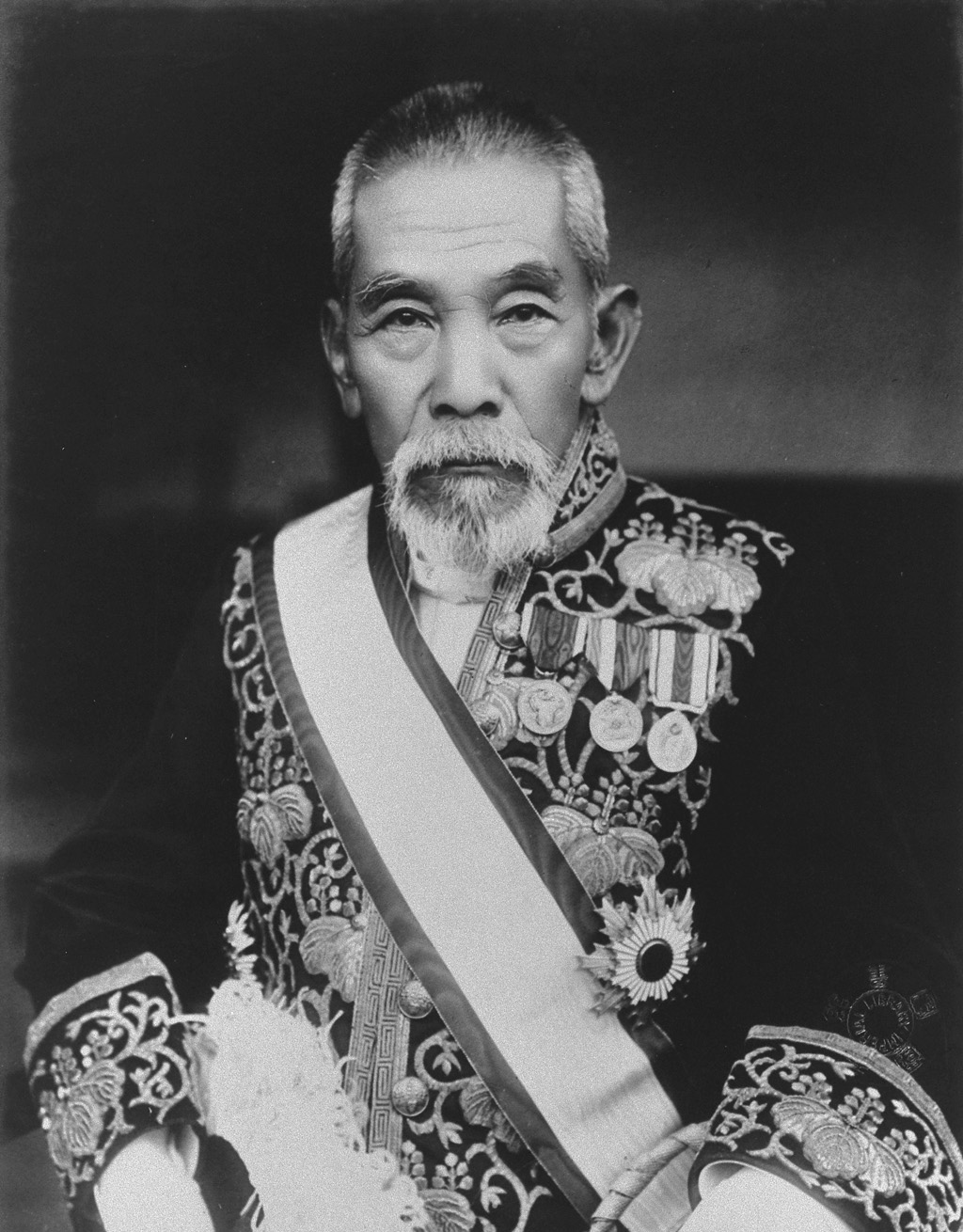
Японский премьер-министр Цуёси Инукаи

- 15 мая — Японский премьер-министр Цуёси Инукаи был убит в ходе устроенного радикально настроенными офицерами военно-морского флота покушения.
- 16 мая — на территории расположенного в Башкирской АССР города Ишимбая с глубины 680,15 м. скважина № 702 выбросила первый 36-метровый фонтан нефти, тем самым положив начало «Второму Баку»[11].
- 26 мая — Бывший губернатор Кореи адмирал Сайто Макото занял должность премьер-министра Японской империи.

### Июнь
- 1 июня — генерал Курт фон Шлейхер занял пост военного министра Веймарской республики в Германии.
- 3 июня
  - Председатель Радикальной партии Эдуар Эррио в ходе одержанной политическим блоком под названием «Левый картель» на прошедших в мае парламентских выборах победы возглавил правительство Франции.
  - В Мексике произошло землетрясение магнитудой 8,1 балла, разрушены города Халиско и Колима.
- 4 июня — в Чили произошёл государственный переворот, в ходе которого была провозглашена Социалистическая Республика Чили (власть в стране перешла в руки революционной хунты во главе с командующим ВВС Мармадуке Грове).
- 9 июня — М. Д. Берман возглавил ГУЛАГ СССР.
- 15 июня — После атаки боливийскими войсками гарнизона парагвайского города Питиантута началась Чакская война 1932—1935 гг. между Боливией и Парагваем (самая кровопролитная война в Латинской Америке в XX веке).

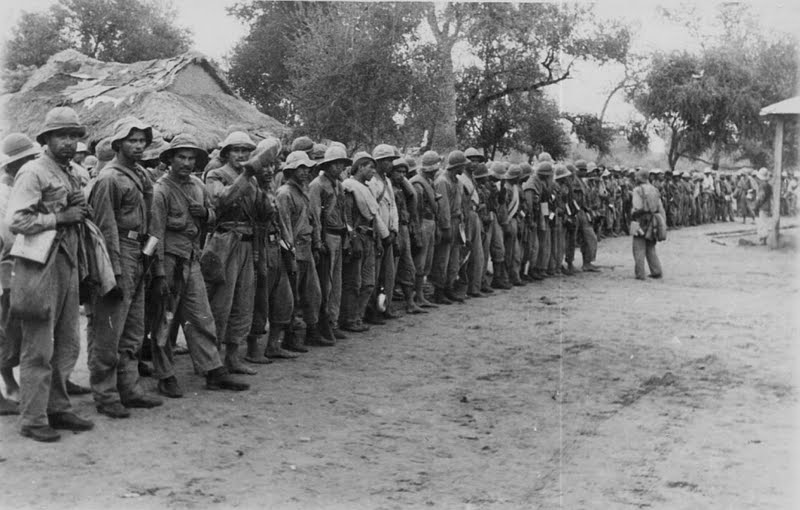
Парагвайские солдаты, 1932 г.

- 23–24 июня — в Таиланде произошёл революционный переворот, установлена конституционная монархия.

### Июль
- Июль — октябрь — в Бразилии произошла так называемая Конституционалистская революция.
- 5 июля — премьер-министром Португалии был назначен министр финансов Антониу де Оливейра Салазар.
- 8 июля — пик Великой депрессии в США. Промышленный индекс Доу Джонса понизился до абсолютного минимума в 41.81 пункта.
- 17 июля — Всеукраинский ЦИК переименовал созданную 2 июля 1932 года Донецкую область в Сталинскую область, со столицей в Сталино.
- 19 июля — председатель Рийгикогу Карл Эйнбунд вступил в должность Государственного старейшины Эстонии.
- 20 июля — в Германии решением канцлера Франца фон Папена было распущено коалиционное правительство Пруссии[12].

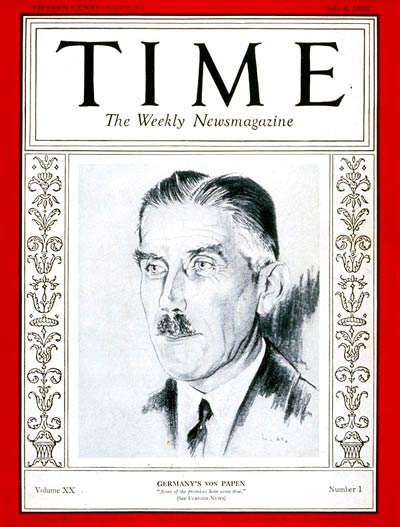
Канцлер Германии Франц фон Папен

- 29 июля — в американском городе Лос-Анджелес вице-президент США Чарлз Кертис провёл церемонию открытия Игр X Олимпиады (29 июля — 14 августа 1932 года).
- 30 июля — Жамбын Лхумбэ был избран первым секретарём ЦК МНРП.

### Август
- Август — в Эквадоре столкновения между сторонниками и противниками бывшего президента Исидро Айоры вылились фактически в гражданскую войну.
- 6–21 августа — в Венеции прошёл первый в мире фестиваль кино.
- 10 августа — попытка государственного переворота в Испании.
- 13–15 августа — в Эстонии прошёл конституционный референдум.
- 27–29 августа — в Амстердаме прошёл Международный антивоенный конгресс.

### Сентябрь
- Сентябрь — на Ближнем Востоке появилось новое государство — Саудовская Аравия.
- 1 сентября — с захвата группой гражданских лиц из Перу расположенного на реке Амазонка города-порта Летисия и одновременного изгнания колумбийскими войсками перуанского гарнизона из Тарапаки (Амазонка) началась война между Перу и Колумбией 1932—1933 гг..
- 2 сентября — глава военного ведомства Абелардо Родригес вступил в должность президента Мексики.
- 9 сентября
  - Учредительные кортесы Второй Испанской Республики приняли закон об автономном статусе Каталонии[13].
  - На Кубу обрушился сильнейший ураган в истории острова, погибло более 3000 человек.
- 13 сентября — президентом Чили стал генерал Бартоломе Бланче.
- 17–18 сентября — в Швеции прошли парламентские выборы, на которых одержали победу социал-демократы.

### Октябрь
- 1 октября — Военный министр Дьюла Гёмбёш назначен премьер-министром Королевства Венгрии.
- 3 октября — в связи с прекращением действия британского мандата над Месопотамией Ираку была официально предоставлена независимость.
- 7 октября — в СССР был учреждён Горьковский край[14], в связи с переименованием Нижнего Новгорода в Горький.
- 10 октября 
  - В Харьковском физико-техническом институте впервые в СССР была проведена ядерная реакция по расщеплению атомного ядра лития.
  - Торжественный пуск Днепровской ГЭС имени В. И. Ленина.
- 17 октября — Первый секретарь Коммунистической партии Грузии Л. П. Берия возглавил ЗСФСР.
- 20 октября — в составе Дальневосточного края была образована Амурская область.
- 30 октября — в Чили прошли досрочные президентские выборы, принёсшие победу лидеру Либеральной партии Артуро Алессандри, набравшему 55,1% ujkjcjd/.

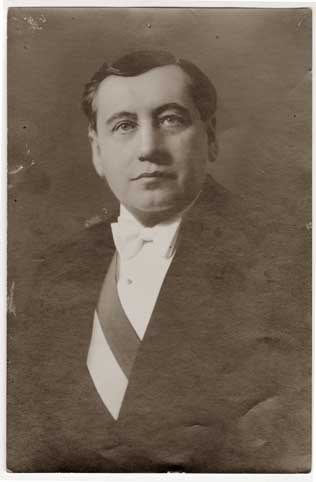
Президент Чили Артуро Алессандри

- Президент Чили Артуро Алессандри

### Ноябрь
- Ноябрь—декабрь — В Австралии произошла так называемая «Война с эму».
- 4 ноября — председатель одержавшей фактическую победу на прошедших 25 сентября 1932 года парламентских выборах Народной партии Панагис Цалдарис возглавил правительство Второй Греческой Республики.

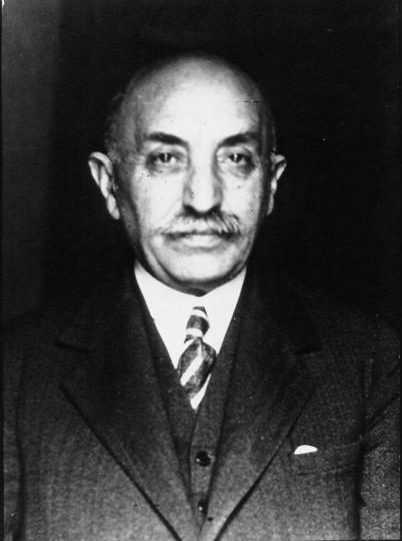
Премьер-министр Греции Панагис Цалдарис

- 8 ноября — Президентские выборы в США. Победу одержал кандидат от Демократической партии Франклин Рузвельт.
- 10 ноября — в СССР на Дальнем Востоке был создан Бамлаг[15].
- 20 ноября — избран парламент Каталонии[13].

### Декабрь
- 9 декабря — Хамад ибн Иса Аль Халифа стал правителем Бахрейна.
- 10 декабря — селение Пермское Нижне-Тамбовского района Дальневосточного края преобразовано в город Комсомольск-на-Амуре.
- 12 декабря — восстановлены дипломатические отношения между СССР и Китаем[7].
- 14 декабря — Министр юстиции Тойво Кивимяки возглавил правительство Финляндии.
- 17 декабря — О. Ю. Шмидт возглавил ГУСМП при СНК СССР.
- 27 декабря — введение единой паспортной системы в СССР, образование паспортно-визовой службы и ограничение свободы перемещения сельского населения в крупные индустриальные центры СССР.
- 31 декабря — На территории Украинской ССР была введена обязательная прописка.

## Персоны года
Человек года по версии журнала Time — Франклин Рузвельт, президент США.

## Родились
См. также: Категория:Родившиеся в 1932 году
- 3 января — Дэбни Коулмен, американский актёр (ум. в 2024).
- 5 января — Умберто Эко, итальянский писатель и учёный–философ, историк-медиевист, специалист по семиотике (ум. в 2016).
- 16 января — Дайан Фосси, американский приматолог, этолог и популяризатор охраны дикой природы (убита в 1985).
- 6 февраля
  - Камило Сьенфуэгос, один из лидеров Кубинской революции (погиб в 1959).
  - Франсуа Трюффо, французский кинорежиссёр и актёр (ум. в 1984).
- 10 февраля — Шамиль Ягудин, балетмейстер и педагог Большого театра, народный артист РСФСР (ум. в 2005).
- 18 февраля — Милош Форман, чешский и американский кинорежиссёр и сценарист (ум. в 2018).
- 22 февраля — Эдвард Кеннеди, младший брат Джона и Роберта Кеннеди, американский сенатор (ум. в 2009).
- 25 февраля — Тони Брукс, британский автогонщик, пилот Формулы-1 (ум. в 2022).
- 3 марта — Феликс Яворский, советский и российский актёр (ум. в 1983).
- 4 марта — Георгий Штиль, советский и российский актёр театра и кино.
- 8 марта — Илий (Ноздрин), схиархимандрит Русской Православной Церкви, духовник Патриарха Кирилла (ум. в 2025).
- 17 марта — Олег Бакланов, советский государственный и партийный деятель, Герой Социалистического Труда (ум. в 2021).
- 18 марта — Джон Апдайк, американский писатель (ум. в 2009).
- 20 марта — Михаил Хергиани, выдающийся советский альпинист, многократный чемпион СССР (ум. в 1969).
- 30 марта — Геннадий Юхтин, советский и российский актёр театра и кино (ум. в 2022).
- 4 апреля — Андрей Тарковский, советский кинорежиссёр, сценарист (ум. в 1986).
- 6 апреля — Леонид Вавакин, советский и российский архитектор (ум. в 2019).
- 10 апреля — Омар Шариф, египетский актёр (ум. в 2015).
- 25 апреля — Николай Кардашёв, советский и российский астрофизик и радиоастроном академик РАН, директор Астрокосмического центра ФИАН, дважды лауреат Государственной премии СССР (ум. в 2019).
- 28 апреля — Игорь Суворов, советский живописец.
- 6 мая — Александр Белявский, советский актёр (ум. в 2012).
- 8 мая — Сонни Листон, американский боксёр-профессионал, чемпион мира в тяжёлом весе (ум. в 1970).
- 13 мая — Завен Аршакуни, российский советский живописец, график, сценограф (ум. в 2012).
- 14 мая — Юрий Хухров, советский живописец (ум. в 2003).
- 15 мая — Джон Глен — английский кинорежиссёр и монтажёр.
- 28 мая — Владимир Полухин, советский учёный, специалист в области физической химии (ум. в 2009).
- 31 мая — Джей Майнер, создатель первого в мире мультимедийного персонального компьютера Amiga (Amiga 1000) (ум. в 1994).
- 20 июня — Роберт Рождественский, советский поэт (ум. в 1994).
- 28 июня — Пэт Морита, американский киноактёр японского происхождения («Парень-каратист») (ум. в 2005).
- 16 июля — Олег Протопопов, заслуженный мастер спорта, двукратный олимпийский чемпион по фигурному катанию (ум. в 2023).
- 18 июля — Евгений Евтушенко, советский поэт (ум. в 2017).
- 6 августа — Аннели Саули, финская киноактриса (ум. в 2022).
- 20 августа — Василий Аксёнов, советский писатель (ум. в 2009).
- 23 августа — Хуари Бумедьен, алжирский государственный, военный и политический деятель, глава Алжира в 1965—1978 годах (ум. в должности в 1978).
- 1 сентября — Азербайжан Мамбетов, советский кинорежиссёр и режиссёр театра, педагог (ум. в 2009).
- 14 сентября — Игорь Кириллов, советский и российский теле- и радиоведущий, диктор Центрального телевидения Гостелерадио СССР, актёр (ум. в 2021).
- 18 сентября — Николай Рукавишников, советский космонавт (ум. в 2002).
- 22 сентября — Альгирдас Бразаускас, советский и литовский политик, президент Литвы в 1993–1998 и премьер-министр в 2001–2006 годах (ум. в 2010).
- 25 сентября — Гленн Гульд, канадский классический пианист, видный пианист XX столетия (ум. в 1982).
- 25 сентября
  - Анатолий Соловьяненко, советский и украинский оперный певец (лирико-драматический тенор) (ум. в 1999).
  - Адольфо Суарес, первый председатель правительства Испании (в 1976–1981 годах) (ум. в 2014).
- 26 сентября
  - Владимир Войнович, советский писатель, поэт и драматург (ум. в 2018).
  - Манмохан Сингх, индийский государственный и политический деятель, 14-й премьер-министр Индии (ум. в 2024).
- 28 сентября — Виктор Хара, чилийский певец-бард, политический активист (убит в 1973).
- 23 октября — Василий Белов, советский писатель (ум. в 2012).
- 17 октября — Йоро Диаките, малийский политический и военный деятель, один из главных руководителей переворота 1968 года, премьер-министр Мали в 1968–1969 годах (ум. в 1973).
- 4 ноября — Томас Клестиль, президент Австрии в 1992–2004 годах (ум. в должности в 2004).
- 28 ноября — Бен Бова, известный американский писатель-фантаст, популяризатор науки и общественный деятель (ум. в 2020).
- 29 ноября — Жак Ширак, французский политик, президент Франции (1995—2007) (ум. в 2019).
- 3 декабря — Корри Броккен, голландская певица, победитель конкурса песни «Евровидение» 1957 года (ум. в 2016).
- 4 декабря — Ро Дэ У, президент Республики Корея в 1988–1993 годах (ум. в 2021).
- 7 декабря — Каарло Пентти Линкола, финский писатель и философ (ум. в 2020).
- 16 декабря — Родион Щедрин, советский композитор и пианист.

## Скончались
См. также: Категория:Умершие в 1932 году
Список умерших в 1932 году
- 6 февраля — Аугусто Легия, президент Перу в 1908–1912 и 1919–1930 годах (род. в 1863).
- 16 февраля — Фердинанд Бюиссон, французский педагог-реформатор, общественный деятель, лауреат Нобелевской премии мира 1927 года (род. в 1841).
- 7 марта — Аристид Бриан, французский политик, неоднократно премьер-министр Франции, лауреат Нобелевской премии мира 1926 года (род. в 1862).
- март — Вера Гедройц, одна из первых в России женщин-хирургов, профессор хирургии, прозаик и поэтесса Серебряного века (род. в 1870).
- 4 апреля — Вильгельм Оствальд, российский и немецкий физико-химик и философ, лауреат Нобелевской премии по химии 1909 года (род. в 1853).
- 10 апреля — Михаил Покровский — советский историк (род. в 1868).
- 29 апреля — Хосе Феликс Урибуру, президент Аргентины в 1930–1932 годах (род. в 1868).
- 7 мая — Поль Думер, президент Франции в 1931–1932 (убит в должности, род. в 1857).
- 2 июля — Мануэл II, последний король Португалии (в 1908–1910) (род. в 1889).
- 8 июля — Александр Грин, русский и советский писатель, прозаик, представитель направления романтического реализма (род. в 1880).
- 9 июля — Кинг Кэмп Жиллетт, американский бизнесмен, изобретатель бритвенного станка (род. в 1855).
- 23 июля — Альберто Сантос-Дюмон, пионер мировой авиации (род. в 1873).
- 2 августа — Игнац Зейпель,  федеральный канцлер Австрии в 1922–1924 и 1926–1929 годах (род. в 1876).
- 11 августа — Максимилиан Волошин, русский и советский поэт, переводчик, художник-пейзажист, художественный и литературный критик, (род. в 1877).
- 16 сентября — Рональд Росс, британский врач и паразитолог, лауреат Нобелевской премии по физиологии и медицине 1902 года (род. в 1857).
- 9 ноября — Надежда Аллилуева, вторая жена И. В. Сталина (застрелилась, род. в 1901).
- 17 ноября — Леонидас Пласа Гутьеррес, президент Эквадора в 1901–1905 и 1912–1926 годах (род. в 1865).
- 4 декабря — Густав Майринк, австрийский писатель (род. в 1868).
- 27 декабря — Арвид Ярнефельт — финский писатель (род. в 1861).

## Нобелевские премии
- Физика — Вернер Карл Гейзенберг — «За создание квантовой механики, применение которой привело, помимо прочего, к открытию аллотропических форм водорода».
- Химия — Ирвинг Ленгмюр — «За открытия и исследования в области химии поверхностных явлений».
- Медицина и физиология — Чарлз Скотт Шеррингтон и Эдгар Дуглас Эдриан — «За открытия, касающиеся функций нейронов».
- Литература — Джон Голсуорси — «За высокое искусство повествования, вершиной которого является „Сага о Форсайтах“».
- Премия мира — не присуждалась.